# 박창신
박창신(朴昌信, 1942년 ~ )은 대한민국 천주교 신부이며 세례명은 베드로이다. 2012년 8월 31일에 은퇴했다.

## 학력
- 전북대학교 공과대학 화학공학 학사
- 가톨릭대학교 신학대학 신학 학사

## 경력
- 전북민족민주운동연합 공동의장[2]
- 민주주의민족통일전북연합 공동의장
- 참여자치전북시민연대 공동대표

## 연평도 포격옹호 발언과 종북 논란
2013년 11월 22일에 정의구현사제단 전주교구는 군산 수송동성당에서 박근혜의 대통령직 사퇴를 촉구하는 시국미사를 집전했다. 그러나 미사를 집전한 박창신 신부가 조선민주주의인민공화국이 2010년 연평도를 포격한 것을 정당화하는 듯한 발언을 한 것으로 알려지면서 논란이 됐다. 박창신 신부는 미사 강론에서 "그러면 NLL(북방한계선), 문제 있는 땅에서 한미 군사 운동을 계속 하면 북한에서 어떻게 하겠어요? (청중이 "쏘아요!"라고 대답하자) 쏴야지. 그것이 연평도 포격 사건이에요. 그래놓고 북한을 적으로 만들어가지고 지금까지 이 난리를 치르고 선거에 이용하고 한 겁니다." 라고 말해, 종북 논란을 불러일으켰다.
박창신 신부의 '연평도 포격 옹호 발언'에 대해 대통령은 "분열과 혼란을 야기하는 일들을 용납하거나 묵과하지 않겠다"고 경고했으며, 새누리당의 윤상현은 시국미사가 종북신앙이라며 사제단의 발언을 비난했다. 반면 민주당 문재인 의원은 새누리당과 박근혜 대통령의 발언에 대해 "새누리당과 청와대의 종북몰이가 도를 넘었다"며 강도높게 비판했다.
대한민국수호천주교모임은 박창신 신부에 대한 파문을 교황청에 요청했다. 로마 가톨릭 해외선교 담당기구(PIME)의 공식 언론사 아시아뉴스는 "한국 정부가 민주화 운동 신부를 국가의 '적'으로 몰았다"고 보도했다. 박창신 신부의 종북발언에 불만을 품은 한 시민이 명동성당에 폭탄을 설치했다는 협박전화를 했다 경찰에 검거되기도 했다. 사제단 대표신부인 나승구는 종북 논란에 대해 "보수언론에서 사제단에게 색깔을 뒤집어씌우고 몰아붙인 일이 이번이 처음도 아니고 여러 번 겪어 익숙한 상황"이라며 일일이 대응하지 않겠다고 밝혔다.
종교인의 정치활동에 대해 서울대교구장인 염수정은 12월 29일 명동대성당에서 열린 교구장 영명축일 축하미사를 집전하면서 "그리스도인의 정치참여는 일종의 의무지만, 사제가 직접 정치에 개입하는 것은 잘못된 일”이라고 간접 비판했다.

## 같이 보기
- 천주교정의구현전국사제단
- 문정현
- 문규현